# エヴァ・ヘス
エヴァ・ヘス（Eva Hesse、1936年1月11日 – 1970年5月29日）は、ドイツ・ハンブルク出身で、アメリカに亡命した女性彫刻家・画家・現代美術家。ユダヤ系。1960年代後半のニューヨークで、ミニマリズムまたはポストミニマリズム、プロセス・アートの傾向をもつ立体作品で脚光を浴びた。
ドイツのハンブルクでユダヤ人の両親のもとに生まれる。ナチスの迫害を恐れた両親は1938年、当時まだ2歳のヘスと姉をキンダートランスポート（ニコラス・ウィントンらによるユダヤ人の子供救出運動）の最後の列車にのせてオランダへ逃れさせた。6か月の別居の後、再会した家族はイギリスに移り、1939年には一家でアメリカ合衆国のニューヨークに移住。両親は離婚し、母は自殺している。アメリカ国籍を取得した。1952年から1953年にかけてプラット・インスティテュートで学び、1957年から1959年まではイェール大学の絵画彫刻スクールでジョセフ・アルバースに絵画を学んだ。抽象表現主義的傾向をもつ絵画を描き続けていた。1959年にはイェール大学を卒業した。1961年、大学の友人で彫刻家のトム・ドイルと結婚した。
1964年から1965年にかけて、夫とともにドイツに滞在して製作を続けた。この時期に製作対象が絵画から彫刻作品へと劇的に変化し、有機的・繊細で柔らかい形態を特徴とする抽象彫刻が生み出されていった。1965年、ニューヨークに戻ってから数か月後にドイルと離婚。以後、立体作品を中心に精力的な製作を続け、ガラス繊維強化プラスチックなどを素材にしたミニマリズムを経由した有機的印象を与える立体作品、ひも状の形態、ひもで吊られた立体などを発表した。脳腫瘍で3度の手術を行った後、34歳だった1970年に死去。病床で構想された遺作は、包帯で巻かれた大きなミミズのような立体群であった。